# Wereldkampioenschappen boksen 1978
De wereldkampioenschappen boksen 1978 vonden plaats van 6 tot en met 20 mei 1978 in Belgrado, Joegoslavië. Het onder auspiciën van  AIBA georganiseerde toernooi was de tweede editie van de Wereldkampioenschappen boksen voor mannen.
219 boksers uit 41 landen streden met elkaar in elf gewichtsklassen.

## Medailles
| Gewichtsklasse                | Goud                 | Zilver             | Brons                              |
| ----------------------------- | -------------------- | ------------------ | ---------------------------------- |
| Lichtvlieggewicht (– 48 kg)   | Stephen Muchoki      | Jorge Hernández    | Armando Guevara Richard Sandoval   |
| Vlieggewicht (– 51 kg)        | Henryk Średnicki     | Héctor Ramírez     | Alexander Mikhailov Ishi Koki      |
| Bantamgewicht (– 54 kg)       | Adolfo Horta         | Fazlija Szacirović | Stephan Förster Chung Kim Chil     |
| Vedergewicht (– 57 kg)        | Ángel Herrera        | Bratislav Ristić   | Roman Gotfryd Antonio Esparragoza  |
| Lichtgewicht (– 60 kg)        | Davidson Andeh       | Vladimir Sorokin   | René Weller Lutz Käsebier          |
| Halfweltergewicht (– 63,5 kg) | Valery Lvov          | Memet Bogujevci    | Jean-Claude Ruiz Karl-Heinz Krüger |
| Weltergewicht (– 67 kg)       | Valery Rachkov       | Miodrag Perunović  | Roosevelt Green Ernst Müller       |
| Halfmiddengewicht (– 71 kg)   | Viktor Savchenko     | Luis Martínez      | Jerzy Rybicki Ilya Ilyev           |
| Middengewicht (– 75 kg)       | José Gómez Mustelier | Tarmo Uusivirta    | Slobodan Kačar Ilya Angelov        |
| Halfzwaargewicht (– 81 kg)    | Sixto Soria          | Tadija Kačar       | Nikolay Erofyeev Herbert Bauch     |
| Zwaargewicht (+ 81 kg)        | Teófilo Stevenson    | Dragomir Vujković  | Carlos Rivera Jürgen Fanghänel     |

## Medaillespiegel
| Plaats | Land                           | Goud | Zilver | Brons | Totaal |
| 1      | Cuba                           | 5    | 3      | 0     | 8      |
| 2      | Sovjet-Unie                    | 3    | 1      | 2     | 6      |
| 3      | Polen                          | 1    | 0      | 2     | 3      |
| 4      | Kenia                          | 1    | 0      | 0     | 1      |
| 4      | Nigeria                        | 1    | 0      | 0     | 1      |
| 6      | Joegoslavië                    | 0    | 6      | 1     | 7      |
| 7      | Finland                        | 0    | 1      | 0     | 1      |
| 8      | Duitse Democratische Republiek | 0    | 0      | 5     | 5      |
| 9      | Venezuela                      | 0    | 0      | 3     | 3      |
| 10     | Bondsrepubliek Duitsland       | 0    | 0      | 2     | 2      |
| 10     | Bulgarije                      | 0    | 0      | 2     | 2      |
| 10     | Verenigde Staten               | 0    | 0      | 2     | 2      |
| 13     | Zuid-Korea                     | 0    | 0      | 1     | 1      |
| 13     | Frankrijk                      | 0    | 0      | 1     | 1      |
| 13     | Japan                          | 0    | 0      | 1     | 1      |
| Totaal | Totaal                         | 11   | 11     | 22    | 44     |